# Inverurie
Inverurie (Inbhir Uraidh ou Inbhir Uaraidh en gaélique (gd)) est une ville et burgh royal d'Écosse, située dans la région de l'Aberdeenshire, à 26 kilomètres au nord-ouest d'Aberdeen. De 1975 à 1996, elle était la capitale administrative du district de Gordon, au sein de la région du Grampian. Elle est située à la confluence de la rivière Ury (en) (d'où son nom) dans le Don et est desservie par l'A96 (en) ainsi que par la ligne de train d'Aberdeen à Inverness (en).
Elle est la ville principale de la petite région du Garioch.

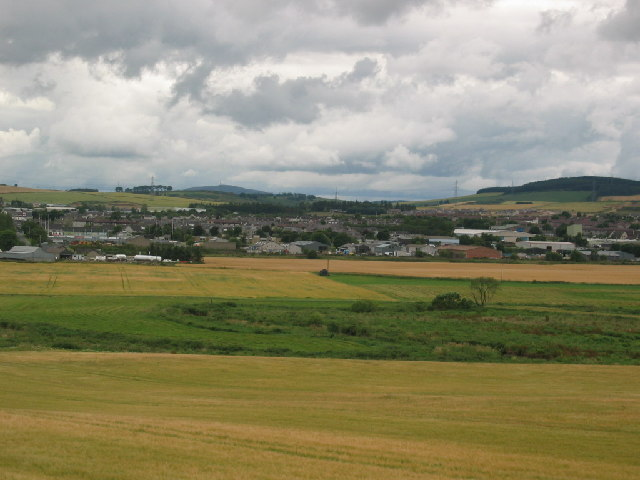
Panorama d'Inverurie.

## Histoire
Inverurie s'appelait auparavant Inverury mais une confusion existait avec la ville d'Inverary dans l'Argyll and Bute, surtout sur le plan postal. Le changement de nom en Inverurie (qui reprenait l'ancienne orthographe de la rivière Ury qui était Urie) fut officiellement accepté le 20 avril 1866.
Plusieurs batailles eurent lieu à Inverurie, dont la plus célèbre est la Bataille de Harlaw en 1411.

## Sports
La ville abrite le club de football d'Inverurie Loco Works (en) qui évolue en Highland Football League. Le nom fait référence à l'ancienne usine de construction de locomotives, l'Inverurie Locomotive Works (en) qui a fonctionné de 1903 à 1969.

## Personnalités
- Mary Garden (1874-1967), chanteuse d'opéra décédée à Inverurie.
- Peter Nicol (1973-), joueur de squash, ancien numéro 1 mondial.
- Barry Robson (1978-), joueur de football international écossais.
- Hannah Miley (1989), nageuse.